# Académie Mallarmé

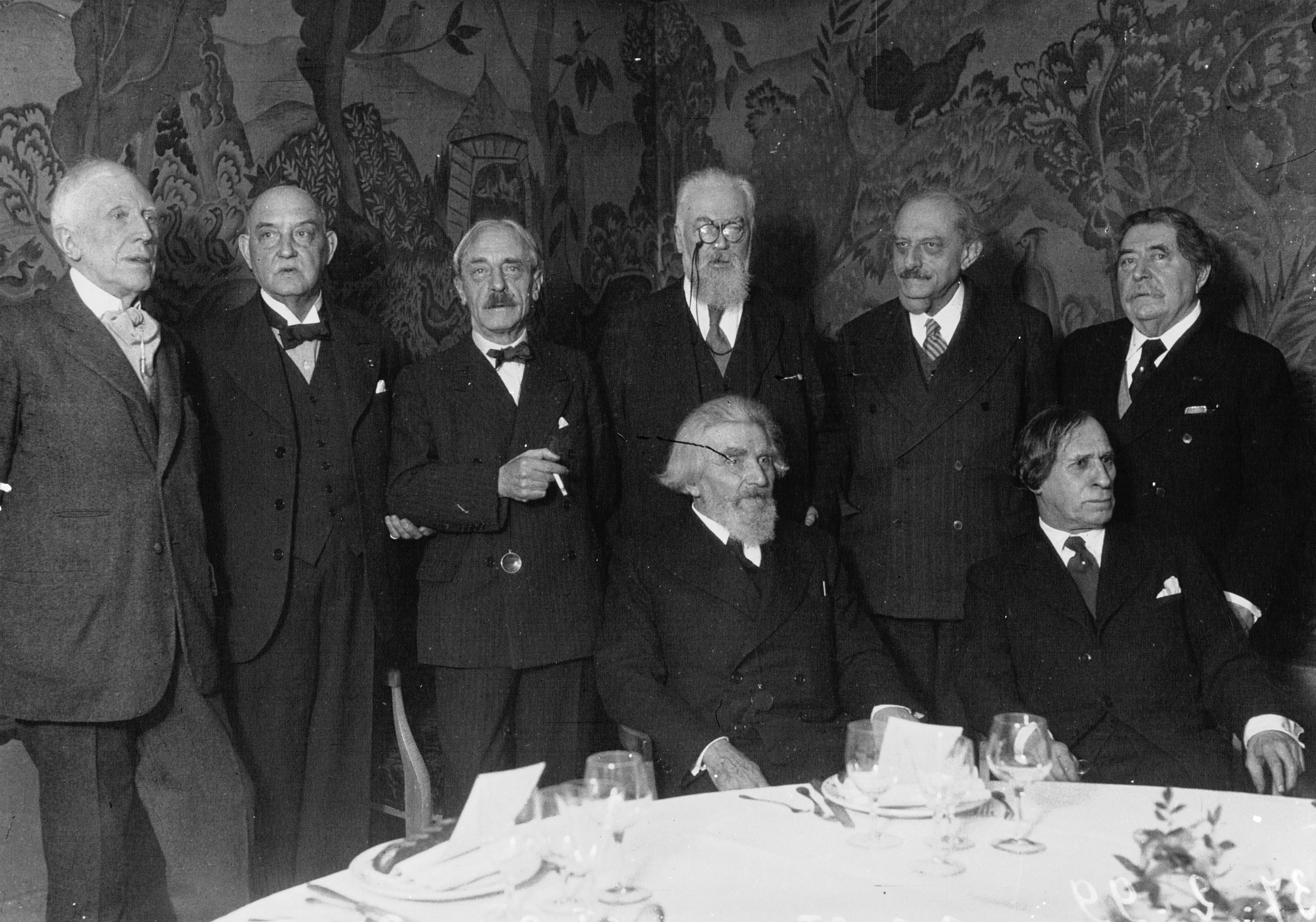
Ein Teil der Gründer der Académie Mallarmé in Paris (1937)

Académie Mallarmé ist eine literarische Vereinigung, die 1937 von einer Gruppe Literaten gegründet wurde. Als Namenspatron für diese Vereinigung wählte man den Schriftsteller Stéphane Mallarmé (1842–1898), der ein wichtiger Vertreter des Symbolismus war.
Ab ihrem Gründungsjahr verleiht die Académie Mallarmé auch den Prix Mallarmé; erster Preisträger war Jacques Audiberti. Derzeit (2013) ist der Preis mit 3.800 EURO dotiert und ist ein angesehener Preis für Lyrik. Verliehen wird der Preis in Brive-la-Gaillarde regelmäßig beim jährlichen Bücher-Festival (Foire du Livre de Brive).
Die Gründungsmitglieder luden auch Paul Claudel (1868–1955), André Gide (1869–1951) und Francis Jammes (1868–1938) ein, sich ihnen anzuschließen, doch diese lehnten eine Mitgliedschaft ab.

## Gründungsmitglieder
| - Paul Valéry (1871–1945) - Édouard Dujardin (1861–1949) - André Fontainas (1865–1948) - Charles Vildrac (1882–1971) - Maurice Maeterlinck (1862–1949) | - André-Ferdinand Hérold (1865–1940) - Albert Mockel (1866–1945) - Léon-Paul Fargue (1876–1947) - Francis Vielé-Griffin (1864–1937) | - Paul Fort (1872–1960) - Saint-Pol-Roux (1861–1940) - Valery Larbaud (1881–1957) - Jean Ajalbert (1863–1947) |

## Weitere ehemalige Mitglieder (Auswahl)
| - Georges-Emmanuel Clancier (1914–2018) | - Anise Koltz (1928–2023) |  |

## Mitglieder von heute (Auswahl)
| - Max Alhau (* 1936) - Marc Alyn (* 1966) - Olivier Barabarant (* 1966) - Claude Beausoleil (* 1948) - Sylvestre Clancier (* 1949) - Thierry Clermont (* 1966) - Philippe Delaveau (* 1950) - Jean-Luc Despax (* 1968) - Christophe Dauphin (* 1968) - Pierre Dhainaut (* 1935) | - Charles Dobzynski (* 1929) - Bernard Fournier (* 1943) - Guy Goffette (* 1947) - Claudine Helft - Vénus Khoury-Ghata (* 1937) - Daniel Leuwers (* 1944) - Édouard Maunick (* 1931) - François Montmaneix (* 1938) - Yves Namur (* 1952) - Jean Orizet (* 1937) | - Pierre Oster (* 1933) - Jean Pérol (* 1932) - Jean Portante (* 1950) - Lionel Ray (* 1935) - Philippe Roberts-Jones (* 1924) - Richard Rognet (* 1942) - Jean-Luc Steinmetz (* 1940) - Claude Vigée (* 1921) - Alexandre Voisard (* 1930) |